# Copaxa escalantei
Copaxa escalantei är en fjärilsart som beskrevs av Lemaire 1971. Copaxa escalantei ingår i släktet Copaxa och familjen påfågelsspinnare. Inga underarter finns listade i Catalogue of Life.